# Mizuho (Tokyo)
Mizuho (瑞穂町?) è una cittadina giapponese facente parte del Distretto di Nishitama, il cui territorio ricade sotto la giurisdizione del Governo Metropolitano di Tokyo.
Secondo i dati del 2010, la città ha una popolazione stimata di 33.445 abitanti e una densità di 1.990 abitanti per km².